# Ai Weiwei
Ai Weiwei (cinese: 艾未未; Pinyin: Ài Wèiwèi; Pechino, 28 agosto 1957) è un artista, designer, attivista, architetto e regista cinese.

## Biografia

### Artista edesigner
È il figlio del poeta Ai Qing. Si è diplomato all'Accademia del Cinema, per poi dedicarsi successivamente alla pittura. Negli anni Settanta è cofondatore del gruppo artistico Stars ("stelle" in italiano). Nel settembre del 1980 le autorità di Pechino concedono al collettivo Stars di allestire una mostra alla China Art Gallery di Pechino: fu la prima esposizione di arte contemporanea in un museo cinese; l'esposizione attirò numerosi visitatori. 

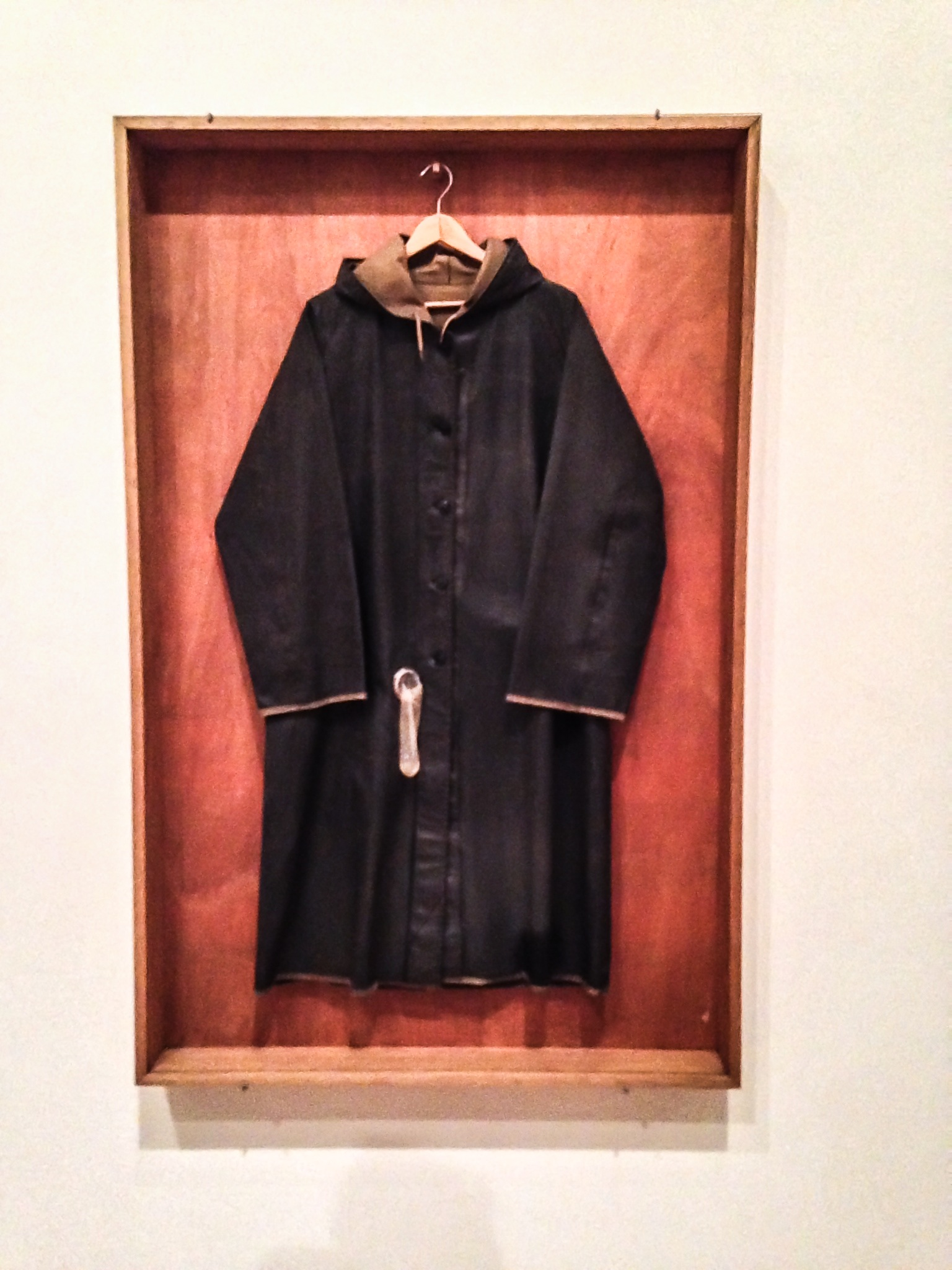
Questo impermeabile ha un foro vicino alla vita che è coperto con un preservativo. Il lavoro ha lo scopo di descrivere la crisi dell'AIDS a New York.

Nel 1981 si trasferisce negli Stati Uniti. Si sposa a New York dove svolge la maggior parte della sua attività artistica. Frequenta due prestigiose scuole di design, la Parsons The New School For Design e l'Art Students League. Nel marzo del 1988 le sue opere furono esposte alla Ethan Cohen Gallery, una mostra che fu la sua prima e unica personale a New York. Famosa opera di questo periodo è un omaggio a Marcel Duchamp, artista amato da Ai Weiwei: Profile of Duchamp. Sunflower seeds. Si tratta della trasformazione di una gruccia nel profilo dell'artista, all'interno della quale sono collocati dei semi di girasole, un alimento fondamentale per il popolo cinese.
Nel 1993 torna in Cina per stare accanto al padre ammalato. Collabora alla fondazione dell'East Village di Pechino, una comunità di artisti d'avanguardia. Nel 1997 è cofondatore e direttore artistico dell'Archivio delle arti cinesi (CAAW).
Nel 1999 inizia ad occuparsi di architettura e fonda il suo studio nella periferia nord di Pechino, a Caochangdi. Nel 2003 fonda un altro studio, il «FAKE Design». Sempre in questo anno realizza un'altra opera celeberrima, Map of China: una scultura puzzle formata da legni che avevano fatto parte dei templi della dinastia Qing (1644-1911), distrutti dal regime. 
Lavora a vari progetti con gli architetti svizzeri Herzog & de Meuron. Insieme vincono il concorso per il progetto dello Stadio nazionale di Pechino e del padiglione della Serpentine Gallery di Londra. Nel 2008 le autorità di Shanghai lo invitano a costruire a Malu town uno studio, per rendere l'area una zona per artisti. Sempre nel 2008 a Sichuan un terremoto provoca circa settantamila vittime; tantissimi studenti muoiono sotto le macerie delle scuole. Ai Weiwei accusa il governo cinese di aver usato materiali scadenti per costruire tali edifici e pubblica sul suo blog i nomi dei cinquemila bambini morti.

### Attivista per i diritti umani
Nel 2009 il suo blog, aperto nel 2006, viene chiuso dalle autorità. Nel 2010 la giunta municipale di Shanghai stabilisce che lo studio di Malu Town debba essere chiuso e demolito. L'11 gennaio viene distrutto, ma Ai Weiwei riesce a recuperare parti dell'edificio.
Per la sua opposizione al regime è stato recluso per 81 giorni, dal 2 aprile al 22 giugno 2011. La notizia dell'arresto è stata ripresa da tutti gli organi d'informazione mondiali. L'artista è stato confinato in una località segreta, senza che fossero mai state diramate notizie sulle sue condizioni.
Durante la detenzione, i principali musei del mondo (tra i quali la Galleria Tate Modern di Londra, che ne ha ospitato l'installazione "Semi di girasole") hanno lanciato in suo favore una petizione online, che ha raccolto l'adesione di migliaia di persone. Scopi della petizione erano di auspicare l'immediata liberazione dell'artista, esprimendo la preoccupazione nel vedere minacciati i diritti e la libertà di espressione in Cina. In Italia, l'Associazione Pulitzer ha lanciato un appello per raccogliere 5 000 firme per Ai Weiwei; contestualmente ha chiesto pubblicamente al Presidente della Repubblica Italiana di intervenire sul governo di Pechino per la sua liberazione.
Solo il 15 maggio 2011 l'artista è stato autorizzato a vedere la moglie Lu Qiong. La consorte è stata condotta nella località segreta di detenzione del marito. Il colloquio, come ha reso noto l'avvocato dell'artista, è servito anche a rassicurare l'opinione pubblica mondiale sulle condizioni dell'artista, che, in base a quanto riportato dalla moglie, non ha subito percosse o torture fisiche ed è stato trovato in buono stato di salute. In particolare, gli sono state garantite cure ricorrenti per le patologie croniche (diabete e ipertensione) di cui l'artista soffre. Non è stato possibile invece sapere se Ai Weiwei avesse ricevuto minacce né si conoscono altri dettagli sulla sua detenzione poiché il colloquio si è tenuto in presenza delle autorità.
Il 22 giugno, a distanza di 81 giorni dall'arresto, l'artista è stato rilasciato su cauzione. La liberazione è avvenuta a ridosso del viaggio del premier Wen Jiabao in Europa. Da allora è costantemente tenuto sotto controllo e gli è stato impedito di espatriare fino al luglio del 2015, quando gli è stato restituito il passaporto.

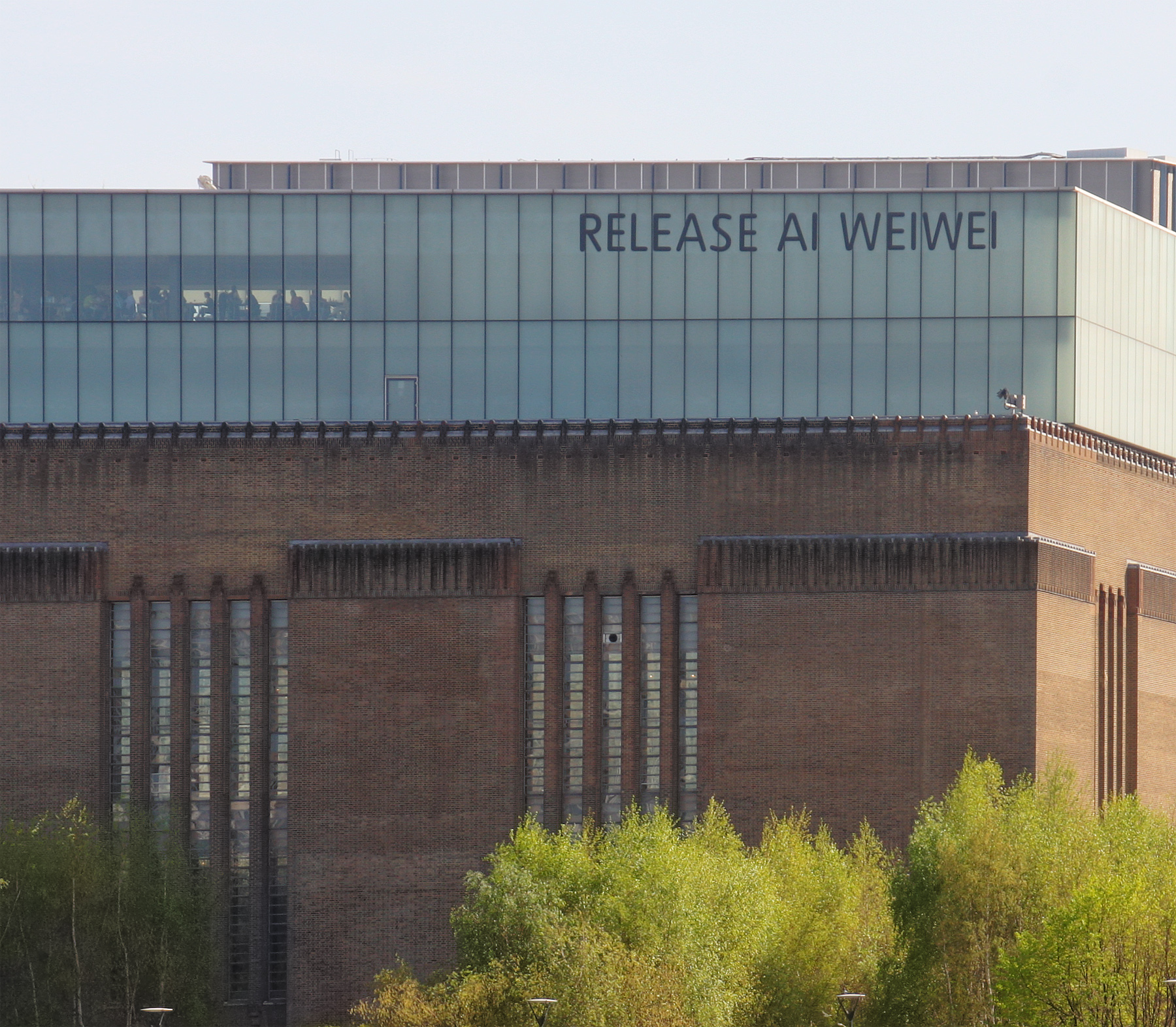
Tate Modern a Londra, che ospita la mostra Semi di girasole di Ai, ha messo un grande cartello "Release Ai Weiwei" (Liberate Ai Weiwei).

Con l'accusa di evasione fiscale, è stato multato per una cifra di oltre 12 milioni di yuan. Ha ricorso in appello nel giugno del 2012, ma la condanna è stata confermata. Approssimativamente 30.000 sostenitori di Ai Weiwei hanno versato 1,37 milioni di dollari per contribuire alle spese.
Nel 2017 ha diretto il documentario Human Flow presentato alla 74ª Mostra internazionale d'arte cinematografica di Venezia.

## Esposizioni
- Nel 2007 Ai Weiwei è stato protagonista della rassegna documenta a Kassel (Germania);
- Nel 2015 si è tenuta una mostra di 46 opere inedite a Palazzo Te di Mantova dal titolo Il Giardino incantato di Ai Weiwei[10];
- Nel 2016 alla Kunsthaus Graz ha organizzato insieme al ceramista inglese Edmund de Waal una mostra sulla storia della ceramica.
- Dal settembre 2016 al gennaio 2017 espone a Palazzo Strozzi a Firenze.

## Opere

### Arte
- Semi di girasole[11]
- Fontana di luce (2007)
- Remembering (2008)
- Treadmill Aluminium Print (2022)
- Treadmill Aluminium Print Inverted (2022)

### Letteratura
- Black Cover Book (1994),
- White Cover Book (1995),
- Gray Cover Book (1997),
- Il Blog. Scritti, interviste, invettive. 2006-2009 (a cura di Stefano Chiodi), Milano, 2011.
- Umanità (a cura di Larry Warsh), Venezia, Damocle, 2019.

### Romanzi a fumetti
- Zodiac, Ai Weiwei, Electra Stamboulis (sceneggiatura), Gianluca Costantini (disegni), Bologna, Oblomov Edizioni, 2024

### Libri d'artista
- Venice Elegy, Venezia, Damocle, 2018.
- Umanità (Edizione limitata), Venezia, Damocle, 2019.

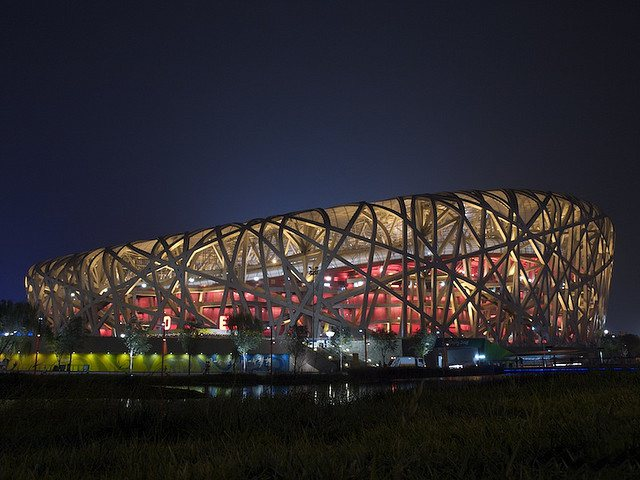
Lo Stadio nazionale di Pechino di notte durante le Olimpiadi del 2008.